# Kanton L'Isle-sur-Serein
Kanton L'Isle-sur-Serein (francouzsky Canton de l'Isle-sur-Serein) byl francouzský kanton v departementu Yonne v regionu Burgundsko. Jeho střediskem je obec L'Isle-sur-Serein. Skládal se ze 13 obcí. Zrušen byl po reformě kantonů 2014.

## Složení kantonu
| Obec              | Počet obyvatel (2008) | PSČ   | INSEE |
| ----------------- | --------------------- | ----- | ----- |
| Angely            | 124                   | 89440 | 89008 |
| Annoux            | 96                    | 89440 | 89012 |
| Athie             | 149                   | 89440 | 89022 |
| Blacy             | 107                   | 89440 | 89043 |
| Coutarnoux        | 101                   | 89440 | 89128 |
| Dissangis         | 144                   | 89440 | 89141 |
| L'Isle-sur-Serein | 756                   | 89440 | 89204 |
| Joux-la-Ville     | 1 186                 | 89440 | 89208 |
| Massangis         | 411                   | 89440 | 89246 |
| Précy-le-Sec      | 288                   | 89440 | 89312 |
| Provency          | 233                   | 89200 | 89316 |
| Sainte-Colombe    | 175                   | 89440 | 89339 |
| Talcy             | 88                    | 89420 | 89406 |